# Oriented
Oriented (hebrejsky אוריינטד) je izraelsko-britský dokumentární film z roku 2015, který režíroval Jake Witzenfeld. Film zachycuje 15 měsíců života tří palestinských gayů žijících v Tel Avivu. Dotýká se tak problematiky národnosti, náboženství, sexuální orientace a imigrace. Snímek měl světovou premiéru na festivalu dokumentárních filmů Sheffield Doc/Fest v červnu 2015. V ČR byl uveden v roce 2016 na filmovém festivalu Febiofest pod názvem Zaměření.

## Děj
Tři palestinští kamarádi žijí v Tel Avivu. Každý pochází z odlišného prostředí, ale všichni se musejí vyrovnávat s problémy, které jim přináší jejich národnostní identita vůči Izraelcům na jedné straně a jejich sexuální orientace vůči Palestincům na straně druhé. Naeem Jiryes je sice aktivista, vegetarián a feminista, ale přesto se obává vlivu a odsouzení své tradiční rodiny. Fadi Daem se se svou rodinou přestal úplně stýkat. Nyní pracuje jako zdravotník v nemocnici a řeší zásadní politický problém – když se zamiloval do Izraelce, tedy do nepřítele, nezradil tím svůj národ? Khader Abu-Seif je původem z prominentní muslimské rodiny a sám už žije s židovským přítelem.